# 瓮城迷案
《瓮城迷案》（冰岛语：Mýrin），是冰岛作家阿诺德·英德里达松的犯罪小说，于2000年在冰岛首次出版。这部小说中包含了对deCOD基因收集工作的强烈批判。2006年改编为电影。

## 情节
一名70岁老人尸体在一套公寓中被发现被烟灰缸击中头部身亡。唯一的线索是一张女孩坟墓的照片和尸体上留下的纸条，上面写着“我就是他”。侦探埃伦迪尔发现被杀者在大约四十年前被指控犯有强奸罪，但未被定罪。随着调查的深入，揭示出死者过去曾是个流氓，曾杀害过自己的同伴，并且患有一种极其罕见的遗传病。他的一次强奸使女方怀孕，而诞下的女儿由于遗传病早夭，导致悲伤的母亲自杀。而其犯下的另一宗更加隐秘的强奸则诞下了一个儿子。正是这个儿子为了复仇，通过基因调查追踪到了自己的生父，杀害了他。

## 获奖
这部小说获得了2002年斯堪的纳维亚犯罪作家玻璃钥匙奖最佳北欧犯罪小说奖。2003年，续作《坟墓的沉默》也获得了该奖项，这使他成为第一位连续两年获得该奖项的作家。